# Piccolomini Todeschini
| Piccolomini Todeschini                                 | Piccolomini Todeschini                                                                             |
| ------------------------------------------------------ | -------------------------------------------------------------------------------------------------- |
| Et Deo et hominibus                                    | |
| Silber, mit einem blauen Kreuz, darauf 5 goldene Monde | |
| Staat                                                  | Republik Siena, Kirchenstaat, Königreich Neapel, Großherzogtum Toskana, Königreich beider Sizilien |
| Titel                                                  | Patrizi di Siena, Conti del Sacro Romano Impero, Conti Palatini                                    |
| Begründer                                              | Laudomia Piccolomini und Nanni Todeschini                                                          |
| Gründung                                               | 15. Jahrhundert                                                                                    |

Die Piccolomini Todeschini sind ein Zweig der alten Piccolomini-Familie.

## Der Ursprung
Diese Linie stammt von Laudomia, einer der beiden Schwestern von Enea Silvio Piccolomini ab. Der Pontifex nahm ihren Gatten Nanni Todeschini von Sarteano in den Familienverband auf. Todeschini nahm das Wappen Piccolominis an und stellte den Nachnamen Piccolomini vor seinen eigenen. Im Jahre 1460 wurde er im Namen der Kirche Gouverneur von Umbrien. Neben Francesco, dem späteren Papst Pius III., hatte er drei weitere Söhne, von denen Andrea den Zweig der Piccolomini Todeschini (Herren von Giglio und Castiglione della Pescaia), Giacomo, den der Piccolomini di Castiglia e d'Aragona und Antonio, den der Piccolomini d'Aragona begründeten.

## Piccolomini Todeschini - Zweig nach Andrea
Dieser Zweig ist am wenigsten bekannt. Die Mitglieder waren die Herren der Insel Giglio und Castiglione della Pescaia. Zusammen mit Pius III. werden sie gemeinsam als Piccolomini Todeschini bezeichnet.

### Hauptpersonen

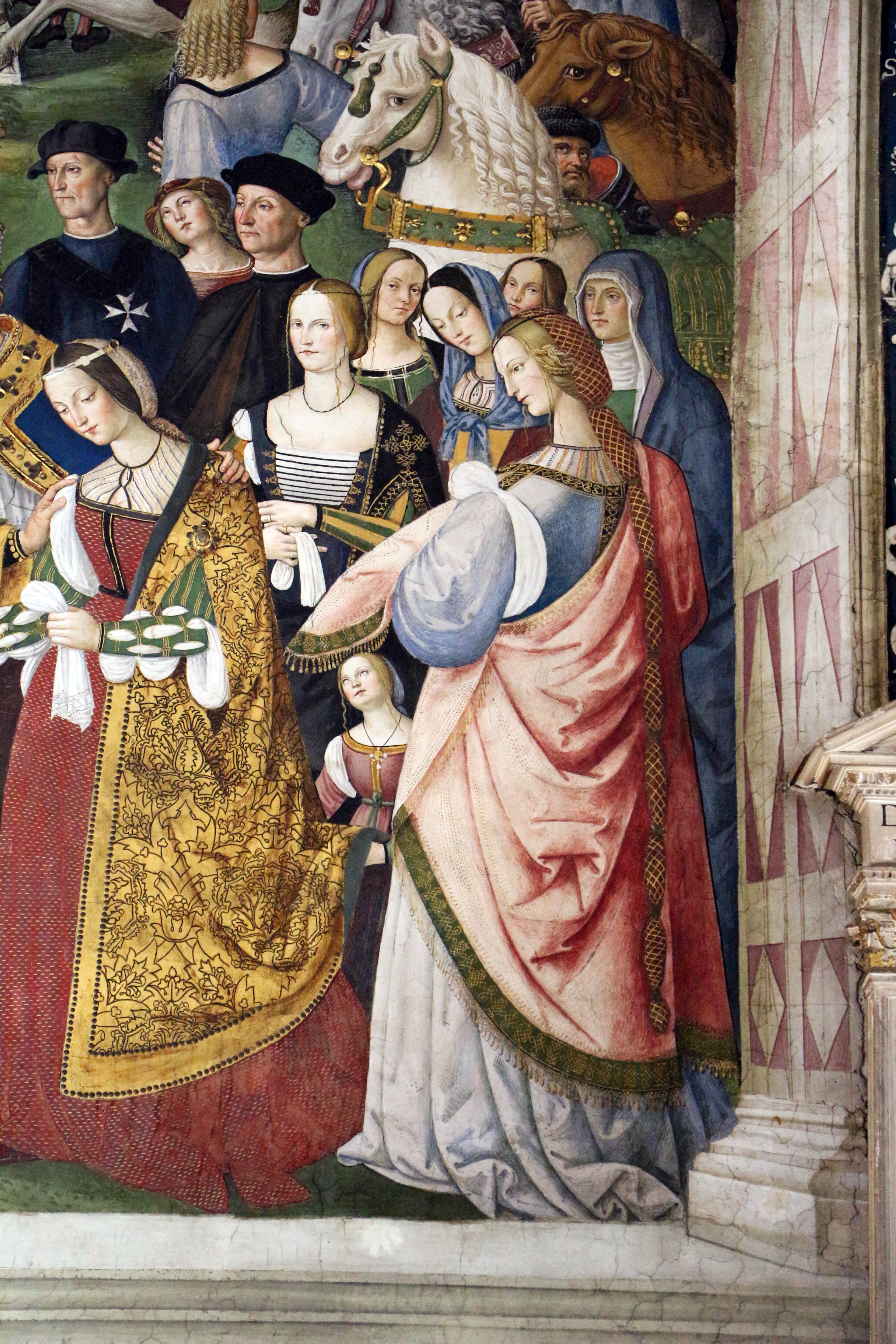
Andrea Todeschini Piccolomini und Agnese Farnese mit der Tochter Montanina auf einem Fresko von Pinturicchio

- Andrea (* ca. 1445 – † 1505) Zusammen mit seinem Bruder Giacomo baute er in der Stadt die Piazza Piccolomini. Sein Onkel Papst Pius II. erhielt für ihn vom König von Neapel, Ferrante von Aragon, die Herrschaft von Giglio und Castiglion della Pescaia mit dem Titel des Marquese dieser Ländereien[2]. König Ferdinand von Spanien ernannte ihn zum Ritter des Santiagoorden[2]. 1475 heiratete er Agnese Farnese, die Cousine des späteren Papstes Paul III.[3] Andrea musste sich einer der schwierigsten Zeiten in der Republik stellen. Den Monte dei Gentiluomini zugehörig musste er vor der überwältigenden Macht der Noveschi, die Pandolfo Petrucci an der Spitze hatten, Siena verlassen, um sich auf seine Herrschaft zurückzuziehen. Von Agnese hatte er mehrere Kinder, von denen Victoria, gegen den Wunsch ihrer inzwischen verstorbenen Eltern, gezwungen wurde, den Sohn von Pandolfo Petrucci Borghese zu heiraten[2]. Mit dieser Aktion wollte Petrucci das Bündnis der Noveschi mit den Gentiluomini sanktionieren und auf diese Weise die Nachfolge seiner Familie in der Herrschaft fördern.
Andrea war unter anderem einer der Geldgeber der Familie für die Fresken von Pinturicchio in der Piccolomini-Bibliothek[3]. Der Künstler hat uns in der Bilddekoration Enea Silvio, Bischof von Siena, überreicht  Kaiser Friedrich III. Eleonora von Aragon, sein Bild, das hinter seiner Frau Agnese mit dem schwarz-weiß gestreiften Mieder[3] und seiner ältesten Tochter Montanina in Gestalt einer Brautjungfer, die die Kleidung der aragonischen Prinzessin trägt, überliefert.
- Giovanni (* 1475 in Siena – † 1537 in Siena). Von Papst Leo X. zum Kardinal ernannt, war er Erzbischof von Siena. Während des Sacco di Roma 1527 wurde er von den Landsknechten Karls V. gedemütigt, die ihn  gefesselt auf dem Rücken eines Maultiers durch die Stadt führten. Sein Palast wurde komplett geplündert[2]. Wegen der Bestrebungen der Familie einen dritten Piccolomini-Papst zu stellen, zog er sich von der Affäre betroffen zurück und hatte von da an kleinere Positionen inne.

- Montanina (* 1476 in Siena – † ?). Sie hatte eine feine und kultivierte Ausbildung bei ihrer Mutter Agnese Farnese erfahren. Ende der 1490er Jahre heiratete sie Sallustio Bandini, der zu einer der bedeutendsten Familien Sienas gehörte. Sie hatten mehrere Kinder, von denen die wichtigsten Mario und Francesco waren, die unter dem Schutz ihres Onkels Kardinal Giovanni, Bruder von Montanina, standen. Von den Piccolomini adoptiert, nahmen sie den Nachnamen Bandini Piccolomini an und gründeten eine Familie, die nur kurz bestand, aber ein intensives und historisch bemerkenswertes Leben hatte.

- Pier Francesco (1478–1525). Über dieses Familienmitglied gibt es nur wenig Informationen. Im Gegensatz zu seinem Vater schloss er sich Petrucci an und war ein großer Freund und Unterstützer seines Schwagers Borghese. 1513 wurde er Capitano del Popolo in Siena. Mit seinem Tod starb dieser Zweig der Piccolomini Todeschini aus und seine Tochter Silvia brachte als Mitgift die Herrschaft von Giglio und Castiglione della Pescaia zu Inigo Piccolomini Todeschini d’Aragona mit.

## Pius III. - Francesco Todeschini
Pius III. 215. Papst der Römisch-katholischen Kirche (1503 – 1503)
- Francesco (* 1439 in Siena oder Sarteano – † 1503 in Rom). Von den ersten Jahren an erfolgte seine Ausbildung von seinem Onkel mit besonderer Aufmerksamkeit. Auf seinen Reisen durch Europa nahm er seinen jungen Neffen mit, der bereits im Alter von vierzehn Jahren die Universität Wien besuchte.Krönung Pius III.

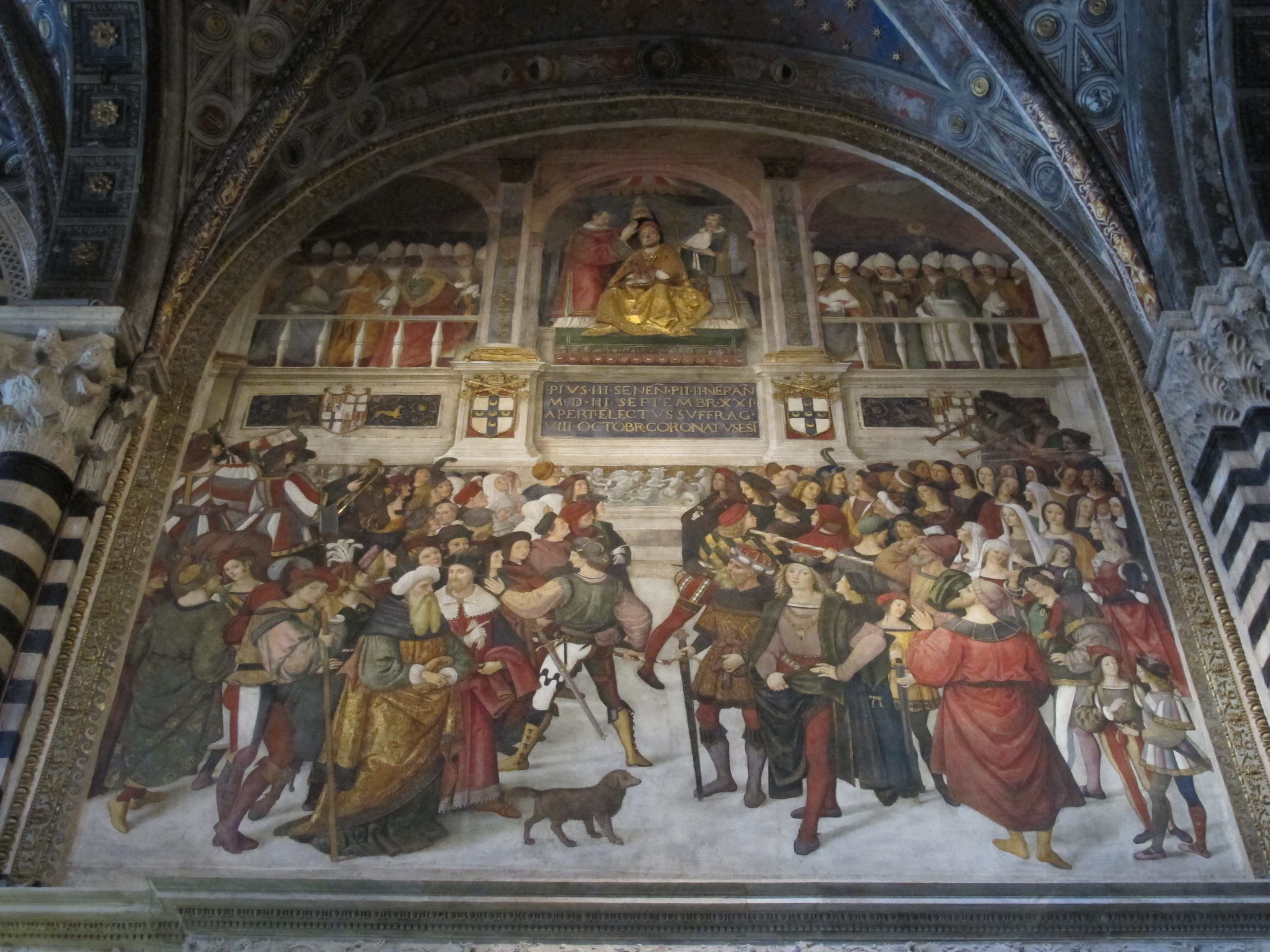
Krönung Pius III.

Er setzte sein humanistisches und juristisches Studium in Ferrara und Rom bei erstklassigen Lehrern wie Giacomo Tolomei und Andrea Benzi fort, bevor er in Perugia promovierte[4]. Unmittelbar nach der Besteigung des päpstlichen Throns durch seinen Onkel im Jahr 1460, wurde er im Alter von 23 Jahren, als er bereits Verwalter der erzbischöflichen Diözese Siena war, zum Kardinal ernannt und begann seine kirchliche Laufbahn als Diakon[5], da er nicht zum Priester geweiht war. Später wurde er mit zahlreichen Präpositiuren und Diakonaten im In- und Ausland betraut, mit der anschließenden Ernennung zum päpstlichen Gesandten in der Mark von Ancona[5]. In diesen Jahren lebte er fast immer in Rom, wo er einen Palast erworben hatte, der zu einem prächtigen Sitz mit einer reichen Bibliothek wurde und mit verschiedenen Kunstwerken, insbesondere einer reichen Sammlung alter Statuen, ausgestattet war[4]. Als sein Onkel 1464 Rom verließ, um sich auf den Kreuzzug gegen die Türken vorzubereiten, wurde er zum Generalvikar „in temporalibus“ ernannt, zuerst in Rom und dann im ganzen Kirchenstaat[4]. All diese Vorrechte gaben einen Einblick in eine sorgfältige Vorbereitung auf eine wahrscheinliche Nachfolge von Francesco auf den Papstthron seines Onkels.
Der plötzliche und vorzeitige Tod von Pius II. überraschte den Kardinal und die Partei der piesco. Die von seinem Onkel praktizierte nepotistische Politik und Simonie hatten in der Kurie für viel Unzufriedenheit gesorgt. Tatsächlich verlor Francesco nach der Wahl des neuen Papstes die Macht und wurde in seine Heimatstadt verbannt[4].Piccolomini-Bibliothek im Dom von Siena

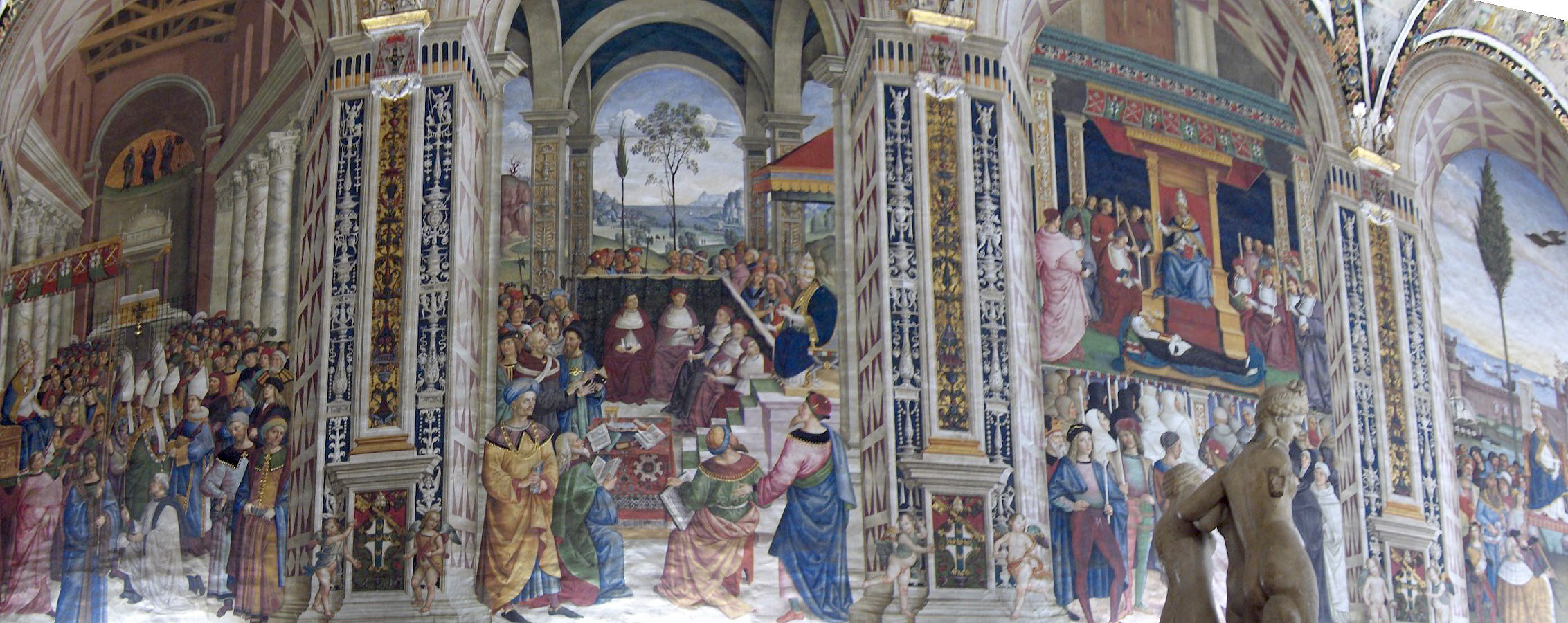
Piccolomini-Bibliothek im Dom von Siena

Sein Ruhm als aufrechter Mann, seine juristische und kirchliche Bildung und seine feine Diplomatie ermöglichten es ihm, allmählich wieder ins Spiel zu kommen und ihm eine führende Position in der Schlichtung der religiösen Schismen zu verschaffen, die Mitteleuropa erschütterten. Seine guten Kenntnisse der deutschen Sprache und der Probleme spielten eine führende Rolle bei der Erzielung unbestreitbarer Erfolge. Nach dem Tod von Pius II. bestiegen in den folgenden vierzig Jahren vier Papste den Thron von St. Peter, und bei jedem Konklave zählte der sienesischen Kardinal zu den in Frage kommenden Kandidaten. Er konnte die zahlreichen Fallstricke überwinden, die die kapitolinischen Fraktionen erschütterten, die einerseits von den Spaniern und andererseits von den Franzosen unterstützt wurden. Letzteres gefiel ihm nicht und er sympathisierte immer mit den spanischen Herrschern und der aragonesischen Dynastie des Königreichs Neapel. In Anbetracht seiner nachgewiesenen Richtigkeit wurde er 1503 trotz der Unstimmigkeiten und nach einer Zeit heftiger Turbulenzen zum Papst mit dem Namen Pius III. gewählt. Sein prekärer Gesundheitszustand begünstigte seine Ernennung in Erwartung eines Übergangspontifikats[4], das zwar unerwartet nur wenige Tage dauerte.
Er hatte einen Ruf als sanfter und frommer Mann und war für seine Ehrlichkeit und seiner Liebe zur Kunst, frei von nepotistischen Versuchungen und Simonien bekannt[5]. In den letzten Jahren begann er mit dem Bau der Piccolomini-Bibliothek, die von Pinturicchio mit Fresken versehen wurde[6], wo er neben den wichtigen Kodizes, die von seinem Onkel geerbt wurden, auch seine wichtige Bibliothek aufbewahrt hatte, der später weitere hinzugefügt wurden. Dank seiner Intervention erhielt der Dom von Siena den von Andrea Bregno gebauten Piccolomini-Altar der mit Statuten des jungen Michelangelo[7] ausgestaltet wurde. Weitere Auftragswerke aus Siena, Pienza und Rom sind das Ergebnis seiner Schirmherrschaft.Siehe auch: Pius III.

## Piccolomini di Castiglia e d’Aragona - Zweig nach Giacomo Todeschini
| Piccolomini di Castiglia e d’Aragona                                                                         | Piccolomini di Castiglia e d’Aragona                                                    |
| --- | --------------------------------------------------------------------------------------- |
| Et Deo et hominibus                                                                                          |                                                                                         |
| Im ersten und vierten Viertel das Wappen von Kastilien und Aragonien; im zweiten und dritten von Piccolomini |                                                                                         |
| Staat | Republik Siena, Kirchenstaat, Großherzogtum Toskana                                     |
| Titel | Patrizi di Siena, Conti del Sacro Romano Impero, Conti Palatini, Duchi di Montemarciano |
| Begründer | Giacomo Todeschini                                                                      |
| Gründung | 15. Jahrhundert                                                                         |

 Herzog von Montemarciano und Herr von Camporsevoli
Dieser Zweig profitierte von der Schenkung Pius II. an seinen Enkel Giacomo: das allerdings kleine und isolierte Herzogtum Montemarciano in den Marken und der Herrschaft Camporsevoli bei Chiusi. Die Eroberung des päpstlichen Throns durch Sixtus IV. aus der Familie Della Rovere erschwerte die Verwaltung der Lehen von Montemarciano durch die Familie Piccolomini aufgrund der gegensätzlichen Interessen dieser Familien.

### Hauptpersonen
Giacomo - Conte del Sacro Romano Impero (1458)
- Giacomo (* 1441 – † 1507). Durch kaiserliches Dekret Friedrichs III. im Jahr 1458 wurde er zum Grafen des HRR ernannt. 1478 gewährte ihm Heinrich IV. von Kastilien, dem Familiennamen Kastilien und Aragon hinzuzufügen. 1472 versuchte er mit einem Staatsstreich und der Hilfe von Außenstehenden die Herrschaft von Senigallia[8] wieder zu erlangen, aus der sein Bruder Antonio Piccolomini von Aragon, der hier legitimer Herr war, unmittelbar nach dem Tod von Papst Pius II. ausgewiesen worden war[9]. In diesen Auseinandersetzungen griff Papst Sixtus IV. schließlich ein und gewährte seinem siebzehnjährigen Neffen Giovanni della Rovere das Lehen gegen den Willen des damaligen Kardinals Francesco Piccolomini (später Pius III.)[4]. Giacomo gelang es kaum, dem Todesurteil, das der Papst gegen ihn verhängt hatte, zu entgehen. Zu Recht fühlte sich dieser Zweig der Familie, im Gegensatz zu seinem Bruder Antonio, der von seinen zahlreichen Interessen am Königreich Neapel in Anspruch genommen wurde, betrogen und hat nie den Wunsch aufgegeben, diese Herrschaft wiederzuerlangen, ohne die Montemarciano eine in feindseligem Gebiet isolierte Festung war[2].
- Antonio Maria (* 1490 – † ?). Der Sohn von Enea di Giacomo geriet nach dem Tod seines Cousins Kardinal Giovanni vom Zweig der Herren von Castiglione della Pescaia in Konflikt mit dem Kirchenstaat und besetzte die Gerichtsbarkeitsgebiete des Prälaten. Der bittere Streit begann erneut, am Ende befahl Papst Paul III. die Rückgabe. Sein Sohn Scipio starb 1608 und gründete im St.-Stephans-Orden das Priorat von Pisa. Er war der letzte Herr von Camporsevoli[2].
- Alfonso (* ca. 1550 – † 1591 in Florenz). Sohn von Giacomo und Neffe von Antonio Maria, war der letzte Herzog von Montemarciano. Er ging als berüchtigter Bandit in die Geschichte ein.La foresta della Faiola - Ort des letzten Gefechts von Alfonso Todeschini PiccolominiPalazzo Piccolomini in Siena, gebaut von Giacomo und Andrea

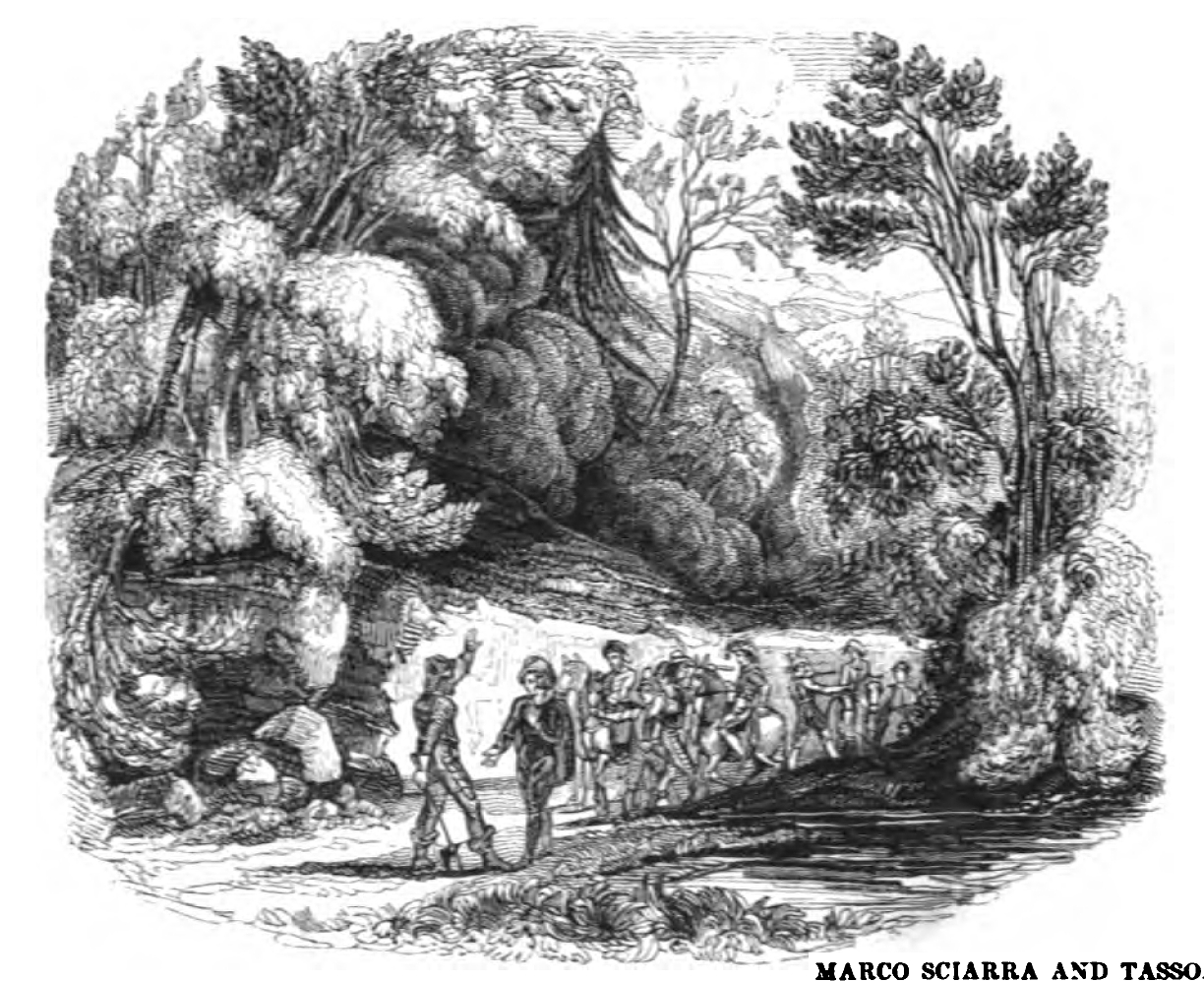
La foresta della Faiola - Ort des letzten Gefechts von Alfonso Todeschini Piccolomini

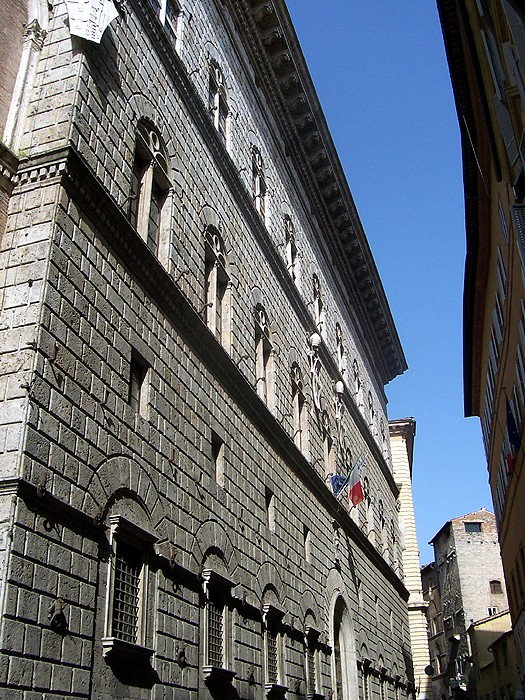
Palazzo Piccolomini in Siena, gebaut von Giacomo und Andrea

Es scheint, dass ein Mord an einem Mitglied der Familie Baglioni aus Perugia das Ende des ruhigen und geschätzten Lebens in der Republik Siena verursacht hat. Am Anfang beschränkte er sich auf seiner Herrschaft darauf, Abenteurern aus dem Gebiet von Senigallia und Romagna in der Festung Montermarciano Asyl zu gewähren[10]. Nach einer Reihe von Höhen und Tiefen, die bis 1579 andauerten, musste er wegen der massiven Intervention der von Papst Gregor XIII. entsandten Streitkräfte aufgeben. Sein Vermögen wurde beschlagnahmt und seine Familie verhaftet. Erst mit Hilfe von Francesco I. de’ Medici, Großherzog der Toskana, erhielt er 1584 die päpstliche Vergebung und seinen Status zurück[2]. Eine Zeit lang stand er im Dienste der Republik Venedig, im Krieg gegen die Uskoken. Seine stürmische Natur führt jedoch zu unvereinbaren Gegensätzen mit dieser Republik[11]. Später, vielleicht von politischen Versprechungen der Franzosen und Spanier angetrieben, setzte er sich an die Spitze der Unzufriedenen, die die ländlichen Gebiete von Latium und Siena aufgrund der großen Hungersnot von 1590 in Aufruhr versetzten. Er bildete eine Heer, das sich hauptsächlich aus schlecht ausgebildeten Bauern zusammensetzte und zwischen päpstlichen und Medicianern leicht zerschlagen wurde. Er schaffte es, der Verhaftung zu entkommen und setzte seine Überfälle fort, schloss sich dem Banditen Marco Sciarra an und wütete mit ihm in einem Gebiet das von den Marken bis zu den Hängen des Vesuvs reichte weiter. Piccolominis falscher Schachzug fand im Wald von Faiola, unweit von Rom und auf dem Weg nach Neapel, statt. Hier kam er seinem Verbündeten Sciarra zu Hilfe, die es geschafft hatte, sich an diese Stelle zu retten. Nicht so bei Piccolomini, der eine dezimierte Schar hatte. Gejagt und auf der Flucht wurde er schließlich in einem Haus in Forlì gefangen genommen. Von dort wurde er nach Florenz gebracht, wo er am 2. Januar 1591 hingerichtet wurde. Mit Alfonso starben die Piccolomini Todeschini von Kastilien und Aragon aus und das Herzogtum Montemarciano wurde zu einem Lehen der Sfondrati, einer Familie des damaligen Papstes Gregor XIV.[2]

## Piccolomini d’Aragona - Zweig nach Antonio Todeschini
| Piccolomini d’Aragona                                                            | Piccolomini d’Aragona |
| -------------------------------------------------------------------------------- | --- |
| Et Deo et hominibus                                                              | |
| Im ersten und vierten Viertel Aragon, im zweiten und dritten Viertel Piccolomini | |
| Staat                                                                            | Republik Siena, Königreich Neapel, Großherzogtum Toskana, Königreich beider Sizilien, Österreich, Böhmen |
| Titel                                                                            | Patrizi di Siena, Conti del Sacro Romano Impero, Conti Palatini, Grandi di Spagna, Principi del Sacro Romano Impero e di Nachod, Duchi di Amalfi, Marchesi di Deliceto e Capestrano, Conti di Celano e Gagliano, Baroni di Balsorano, Pescina, Scafati e Carapelle, Principi di Valle e di Maida, Duchi di Laconia, Marchesi di Montesoro, Duchi di Montemarciano |
| Begründer                                                                        | Antonio Todeschini |
| Gründung                                                                         | 15. Jahrhundert |

### Duchi di Amalfi,Marchesi di Deliceto e Capestrano,Conti di Celano e Gagliano,Baroni di Balsorano, Pescina, Scafati e Carapelle
Diese Linie, die von Antonio, dem Bruder von Papst Pius III. und Neffen von Papst Pius II. gegründet wurde, hinterließ eine wichtige Spur in der Familiengeschichte. „... sein Schicksal unterschied sich im Laufe der Zeit deutlich von dem der sienesischen Familie, um den typischen Merkmalen anderer nobler neapolitanischer Familien zu entsprechen, deren Vertreter den Lebensstil, die Methoden der Vermögensverwaltung und das politische Schicksal teilten.“. Berardo Candida Gonzaga erwähnt in seiner Arbeit Memoiren der Adelsfamilien in den südlichen Provinzen Italiens die Piccolomini unter den wichtigsten Familien des Königreichs Neapel.

#### Hauptpersonen
- Antonio (* 1437 in Sarteano – † 11. Januar 1492 in Capestrano). Nach den ersten Studienjahren in Sarteano wandte er sich wie viele andere Familienmitglieder dem Waffenhandwerk zu. Sein Onkel Pius II. ernannte ihn 1458 zum Kommandanten der Engelsburg und General der päpstlichen Truppen. Unter dessen Leitung kümmerte er sich um die Interessen der Kirche im noch immer fragilen Königreich Neapel Ferdinands I. (Ferrante) von Aragonien.[14]Alessandro P. d’AragonaWandfresko des Wappens Piccolomini d’AragonaDie mittelalterliche Stadt Amalfi im 17. Jahrhundert. Im Hintergrund der Turm der Piccolomini d’Aragona

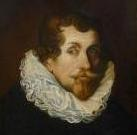
Alessandro P. d’Aragona

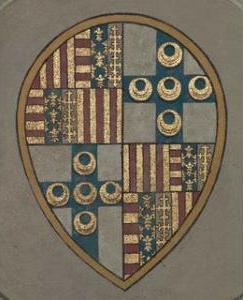
Wandfresko des Wappens Piccolomini d’Aragona

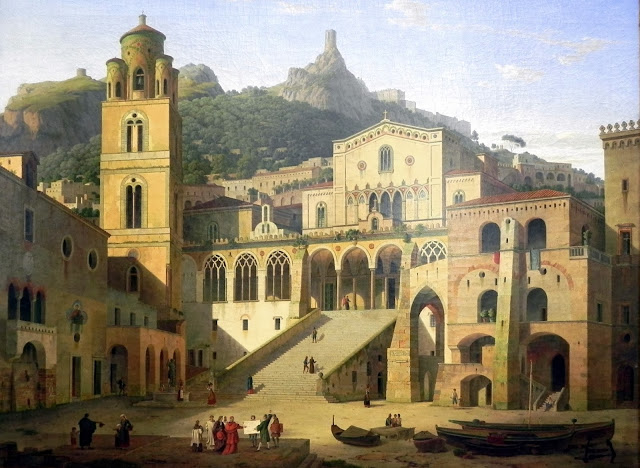
Die mittelalterliche Stadt Amalfi im 17. Jahrhundert. Im Hintergrund der Turm der Piccolomini d’Aragona

Der Sohn des verstorbenen Alfons V. wurde vom Papst bevorzugt, der sein Erbrecht in den neapolitanischen Monarchien gegen die Angehörigen des Thronprätendenten Jean de Lorraine aus dem Haus Anjou bestätigte. Angesichts der politischen Instabilität und in der Notwendigkeit, das Bündnis mit dem Papsttum zu festigen, wurde eine Heirat zwischen Antonio und Maria († 1463 im Alter von 20 Jahren), illegitime Tochter des aragonischen Königs mit einer Maitresse, beschlossen. Diese Umstände eröffneten der sienesischen Familie neue Horizonte im Süden der Halbinsel. Laudomias ältester Sohn wurde zum Herzog von Amalfi ernannt, konnte seinem Nachnamen Aragon hinzufügen und sein Wappen mit den königlichen Insignien versehen. Im selben Jahr wurde er auch zum Gran Giustiziere (hoher Richter) des Königreichs Neapel ernannt, und die Familie wurden Abgeordnete des neapolitanischen Patriziat im Seggio di Nilo, einem der sieben Sitze im Sedili di Napoli. Die Erwartungen wurden nicht enttäuscht, denn Piccolomini spielte mit seinen Milizen eine entscheidende Rolle bei der Übernahme von Castellammare di Stabia und Scafati durch die Monarchi. Am 18. August 1462 nahm er unter dem Kommando von Alessandro Sforza und an der Spitze von 2000 Infanteristen und 26 Reiterverbänden in Apulien an der Schlacht von Troia teil. Die angevinischen Rivalen von Ferrante I. wurde zusammen mit den rebellischen Feudalherren des Königreichs endgültig besiegt. So erhielt die antiaragonische Bewegung, die so genannte Verschwörung der Barone, einen Stoß, von dem sie sich nicht mehr erholen konnte. Nach dem Sieg in Troia profitierte er von der Verteilung zahlreicher Lehen, die Ferrante den Verteidigern seiner Sache übergab. 1463 erhielt er den Titel des Marquese von Capestrano und Deliceto, den Titel des Grafen von Celano und Gagliano, den Titel des Barons von Balsorano, Pescina und Carapelle; 1465 wurde er schließlich Baron von Scafati
Gleichzeitig mit diesen Ereignissen im Jahr 1462, mit den ständigen Auseinandersetzungen in den Marken, verloren die Malatesta endgültig die Herrschaft von Senigallia an Guido da Montefeltro, der sie an den Kirchenstaat zurückgab. Papst Pius II. übergab die Herrschaft, zusammen mit der Herrschaft von Moldavio, an seinen Neffen Antonio.
Im Jahr 1474 übernahm Giovanni Della Rovere, Neffe von Papst Sixtus IV., als Gewinner der vetternwirtschaftlichen Spiele dieses Lehen. Piccolominis Interessen galten nun dem Königreich Neapel, in dem die politischen Ämter, die Verwaltung der unzähligen Lehen mit unter anderem beträchtlichen wirtschaftlichen Erträgen, ihn vollständig in Anspruch nahmen. Die zweite Ehefrau wurde 1471 Maria Marzano d'Aragona († 1496), die Tochter von Mariano Marzano und Leonora d'Aragona sowie Nichte Ferdinands I., mit der er mehrere Söhne hatte. Er erbte auch seinen zweiten Herzogstitel von Sessa. In den folgenden friedlichen zwanzig Jahren baute er die Schlösser von Balsorano, Celano  und Ortucchio und restaurierte mehrere andere seiner Besitztümer, die er dann an seine Nachkommen weitergab.
Die Figur des Antonio hat moderne, vorbildliche Züge. Einzigartig in seiner ganzen Familie, zeigte er eine große Sensibilität für das verarbeitende Gewerbe von Amalfi. Aufgrund seiner Tätigkeit im sienesischen Gebiet und auch in der von Alfons V. von Aragon begründeten Politik, importierte er aus verschiedenen Orten der Halbinsel Meister, die in der Lage waren, den Aufbau verschiedener Werkstätten voranzutreiben. Zuerst gab es die Wollverarbeitung „nach dem Brauch von Siena und Florenz“, sowie mehrere Walkmühlen und Färbereien im Gebiet von Amalfi: in Scala, Pontone, Ravello, Strani und Maiori. Er hat die in Amalfi bereits vorhandene vorindustrielle Eisenhütte erneuert und wieder in Betrieb genommen.
Antonio hatte mehrere Kinder:

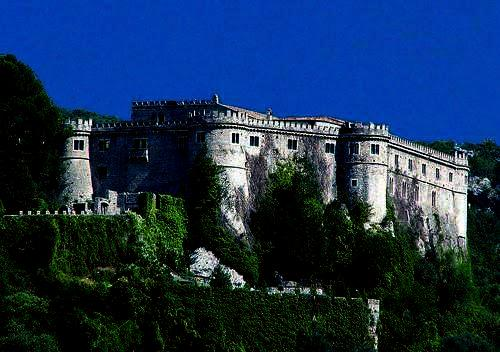
Castello Piccolomini di Balsorano

- Francesco (ca. 1473 – † 1530). Von 1498 bis zu seinem Tod war er Bischof von Bisignano. Während der Abwesenheit der Senseverino, den Herren des Territoriums, verwaltete er bis 1518 unabhängig das Fürstentum mit Weisheit und Weitsicht. Er ist unter anderem für die schwierige Vermittlung zwischen den Bewohnern und der Einwanderung albanischer Christen, die vor der muslimischen Besatzung flohen, bekannt.[22]
- Alfonso I. ( ca. 1472 – † 1503). Er führte ein Leben im Schatten seines Vaters. Er trat oft bei Ereignissen im Zusammenhang mit dem Hofleben und bei den wichtigsten Zeremonien auf, wie der Hochzeit von Eleonora von Aragonien mit Ercole I. d’Este oder der Krönung von Friedrich I. von Neapel, was beweist, dass die Familie in den höchsten Rängen der aragonesischen Aristokratie angesehen war. Unmittelbar nach dem Tod seines Vaters erlebte er den Verlust des Herzogtums Amalfi[16] und der meisten Lehen, die während der verheerenden Eroberung Neapels durch Karl VIII. von Frankreich unter transalpine Kontrolle geraten waren. Er versuchte sich gegen die Eroberung zu wehren, indem er in den Reihen der aragonischen Armee kämpfte. Die Lehen hat er jedenfalls unmittelbar nach dem Rückzug der französischen Truppen im Jahre 1495 zurückerhalten. Er starb noch sehr jung im Jahr 1503, kurz danach seine Frau Giovanna von Aragon, und konnte seinen Söhnen nicht die Erziehung und die Familientradition vermitteln, die er gerne gehabt hätte.

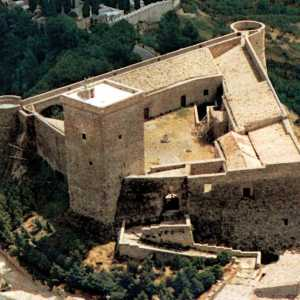
Castello di Deliceto

- Giambattista ( ca. 1476 – † 1530). Antonios zweiter Sohn wurde der Marquese von Deliceto und erwarb ein Lehen, das von der historischen Burg beherrscht wurde. Seine Frau Costanza Caracciolo gehörte zu einer der berühmtesten Familien von Neapel. Als historisch unbedeutende Person widmete er sich im Wesentlichen der Verwaltung seines Vermögens.Castello di Deliceto Von milder und religiöser Natur, wollte er die Kapelle Santa Maria dell’Olmitello, in der Nähe des Schlosses, mit beträchtlichen Einnahmen ausstatten, wo nach der Legende eine Holzstatue in den Zweigen einer Ulme nach der Erscheinung der Madonna gefunden wurde. Die Statuette wird noch immer in der Kirche aufbewahrt[23]. Den Franziskanern schenkte er ein riesiges Grundstück für den Bau des Klosters und der Kirche Sant’Antonio, von dem aus der Blick über ein riesiges Gebiet, vom Tavoliere delle Puglie und Gargano bis zu den Höhen der Basilikata, reicht.[24]

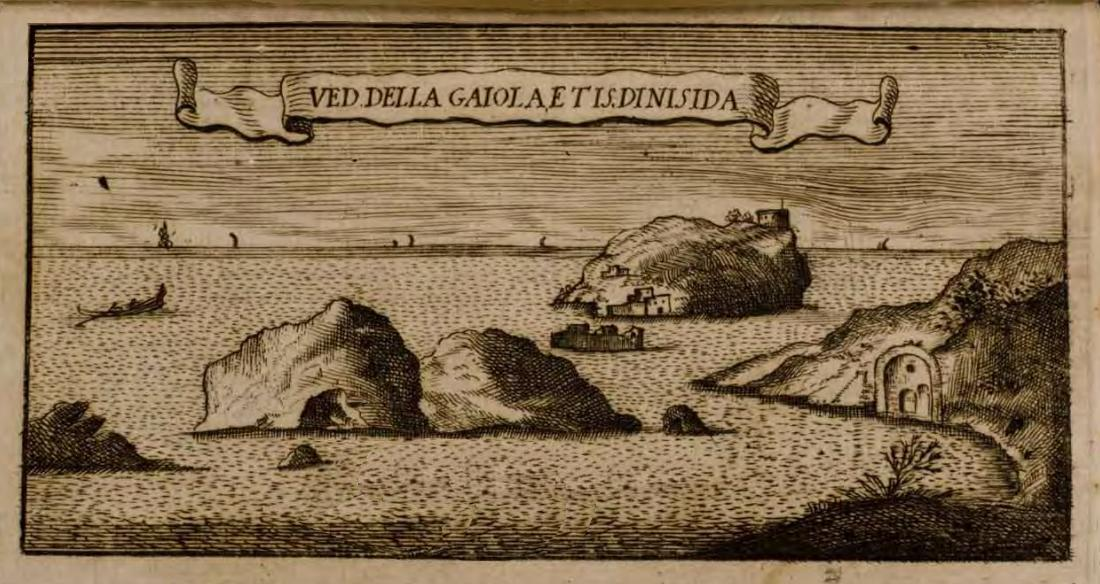
Druck der Insel Nisida (1700) mit der Burg von Alfonso Piccolomini

- Alfonso II. ( ca. 1500 – † 1563 in Nisida). Sohn von Alfonso I. Mit dem Abzug der Aragoner begann ein langsamer Niedergang der Familie in der Staatsverwaltung. Das Aufkommen der Spanier führte jedoch nicht zu einer Trendwende in den Beziehungen zu den Herrschern. Die traditionelle Treue der Piccolomini zum Haus Habsburg wurde durch die Wertschätzung und das Vertrauen Karls V. bestätigt, der an die Stelle des besiegten Friedrichs I. getreten war. Alfonso wurde kaiserlicher General und Justizbeamter des Reichs.[16] Er wählte seinen Wohnsitz in einem großen Turm auf der Spitze der Insel Nisida, der sich bereits im Lehen der Herzöge von Amalfi befand und baute ihn zu einem Palast um, in dem er große Partys mit Pomp und Geldverschwendung abhielt[25]. Er konnte seine sienesische Herkunft nicht vergessen, sodass er 1528, als die Republik durch schwere Zusammenstöße zwischen den verschiedenen Fraktionen erschüttert wurde, das Angebot annahm, das er dank seiner anerkannten Autorität erhielt, Capitano del Popolo, super partes in Siena zu werden[16]. Diese Position bereitete ihm viele Probleme, da die toskanische Republik in den Machtspielen der europäischen Politik immer mehr darum kämpfte, ihr eigenes Überleben zu sichern, und die französischen Monarchie immer mehr Teile behielt.
Dies betraf auch den Herzog von Amalfi, weil er die Gunst Karls V. verlor, zum Verlassen der Republik gezwungen wurde und ferner die Ämter, die er im Königreich Neapel innehatte, einbüßte.
Er zog sich nach Nisida zurück, wo er ein zurückgezogenes Leben führte, sich allmählich vom sozialen und sogar vom Familienleben entfernte, am Ende seine Frau Costanza d’Avalos und seine Kinder sich selbst überließ. Unter diesen setzten Iñigo und Giovanni die Linie fort[26].
- Iñigo (1523 – † 1566 in Rom). Es gibt nicht viele Informationen über dieses Familienmitglied. Er wurde Herzog von Amalfi, weil sein Bruder Giovanni auf sein Geburtsrecht verzichtet hatte. Er heiratete eine Piccolomini, Sivia, der letzten Nachkommin von Zweig des Andrea und die letzte Dame von Giglio und Castiglion della Pescaia. Iñigos Leben war von einer unglücklichen Entwicklung geprägt, in der ihm der Mord an einem Mann im Königreich Neapel vorgeworfen wurde. Er war gezwungen im Kirchenstaat Zuflucht zu suchen. Während seines Aufenthalts in Rom beschloss er, das toskanische Lehen, das seine Frau in die Ehe gebracht hatte, an Cosimo dei Medici zu verkaufen. Er ist in der Kirche Santa Maria del Popolo begraben, wo sein Grabstein aus einer Umfassung der Thermen von Agrippa stammt[27].

In dieser Periode der Familiengeschichte wurde die neapolitanische Gesellschaft von einer tiefen Revolution der Sitten beeinflusst. Nach den Kämpfen der Barone im ausgehenden Mittelalter um Lehen und Territorien folgte eine Periode sozialer und wirtschaftlicher Stabilität, ein Ziel, das mit den Interessen der neuen spanischen Monarchen zusammenfiel.

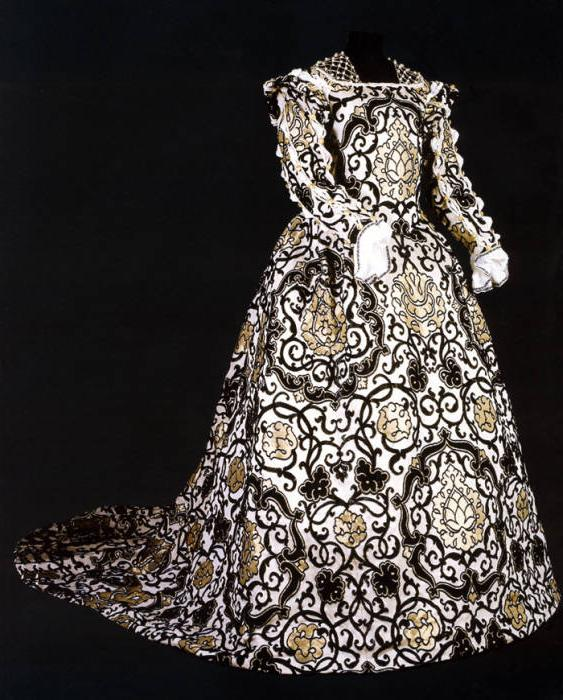
Renaissancekleid

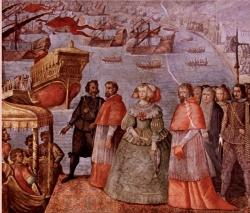
Neapolitanischer Hof der Vizeköniginnen im 16. Jahrhundert

Einige neue Phänomene, wie der starke und bisher unbekannte Inflationsdruck, der einen Teil des 16. und 17. Jahrhunderts betraf, kombiniert mit der Bildung einer arbeitenden und betriebsamen Klasse wie der Bourgeoisie, zeigten die Unzulänglichkeit einer verkrusteten Aristokratie. Unzulänglichkeit, gegen die nicht einmal die Piccolomini von Aragon immun sein konnten. Obwohl die Verwaltung des neuen Königreichs in Neapel stark zentralisiert war, ließ es die alten feudalen Rechte fast unverändert. In dieser Zeit großer Veränderungen gelang es den Piccolomini nicht, ihr Vermögen, bestehend aus Fabriken, Minen und Landgütern, zu verwalten. Darüber hinaus war es üblich, die Immobilien zu verpachten, um nicht zu administrative Kontrollen gezwungen zu sein, was in Wirklichkeit nicht möglich war. So trennten sich die Herzöge von Amalfi immer weiter von ihren produktiven Realitäten, die teilweise nicht verkauft werden konnten, da sie durch rechtliche Bindungen an die Familie gebunden waren. Gleichzeitig führte der spanische Hof die Pracht einer in der neapolitanischen Aristokratie bisher unbekannten Eleganz und Größe ein und verwandelte die Teilnahme am Hofleben in eine fast unverzichtbare Notwendigkeit, die eng mit der eigenen sozialen Status verbunden ist. Ein elegantes und exklusives Kleid aus dem 16. Jahrhundert kostete so viel wie das Jahreseinkommen einer Landwirtschaft. All dies führte zusammen mit den großzügigen Spenden und den freigiebigen und verschwenderischen Handlungen, die eng mit ihrem Rang verbunden waren, zu einem schwindelerregenden Anstieg der Unterhaltungskosten, mit dem dringenden und anhaltenden Bedarf an neuer Liquidität. Trotz der weit verbreiteten Übertragung von Mastrodattie und Feudalrechten im Allgemeinen, waren die Mieten allein nicht mehr ausreichend. Die enormen Kosten, die Alfons II. einerseits und sein Sohn Iñigo andererseits aufbringen mussten, führten zu einer Zeit der Verschuldung, deren Hauptfinanzierer die Mieter wurden und die das Familienvermögen nach und nach auflösten. Die letzte Erbin des erstgeborenen Zweiges, Costanza, befand sich im Laufe ihres Lebens in einer wirtschaftlichen Situation, die sich erheblich verschlechterte und von der ihres Urgroßvaters Antonio, dem ersten Herzog von Amalfi, enorm entfernte.

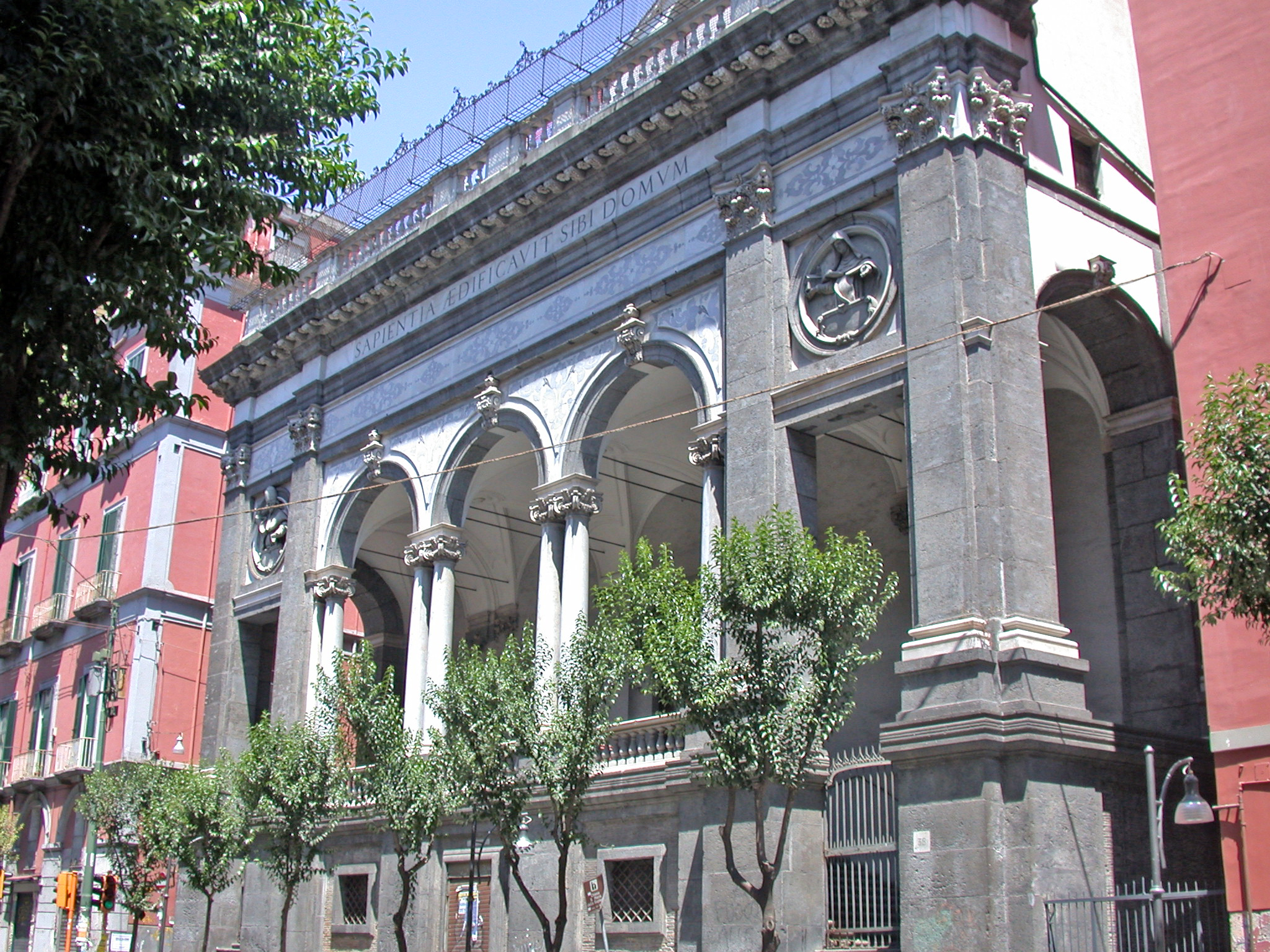
Santa Maria alla Sapienza, in dessen Kloster Costanza Piccolomini d'Aragona eintrat, V. Herzogin von Amalfi

- Costanza (1553 – † 1610 in Neapel) und Alessandro (1555–1617). 1566, nach dem Tod ihres Vaters Iñigo, blieb das Erbe der letzten aus der erstgeborenen Linie jedoch von großer Bedeutung. Um die dringendsten Schulden zu tilgen, wurde an Onkel Giovanni, den Bruder ihres Vaters, die Insel Nisida mit der Familienburg verkauft. Sie gab ihrem Onkel auch zahlreiche Lehen, darunter die Burgen Ortucchio, Pescina und Balsorano[30][31]. Als sie noch im Besitz ihres sehr großen Erbes war, war sie durch den Willen der Familie, verbunden mit der für die Piccolomini consorteria typischen Politik der Endogamie, gezwungen 1572 eine Ehe mit ihren Vetter Alessandro einzugehen. Er war der letzte Nachkomme der Markgrafen von Deliceto, der zweitgeborenen Linie seines Urgroßvaters Antonio, des Gründers der Dynastie. Dies war keine glückliche Ehe. Alexander, der als der VII. Marquis von Deliceto bekannt ist, hatte keinen guten Ruf. Nachdem er all sein gesamtes Erbe verschwendet hatte, begann er Magie und Zaubersprüche auszuüben und wurde deshalb von Santo Officio wegen ketzerischer Gotteslästerungen vor Gericht gestellt. Er wurde zu 12 Jahre im Gefängnis von Castel dell’Ovo verurteilt, eine Strafe, die von der stellvertretenden Justiz des Grafen von Olivares verhängt wurde, zu der weitere 10 Jahre im Schloss von L’Aquila hinzukamen[32].Castel dell’Ovo, Haftort von Alessandro Piccolomini - Letzter Marquese von DelicetoSanta Maria alla Sapienza, in dessen Kloster Costanza Piccolomini d'Aragona eintrat, V. Herzogin von AmalfiIn diesen Jahren war Constance gezwungen das meiste zu verkaufen: Das Castello di Capestrano und seine Herrschaft an den Großherzog der Toskana, die Grafschaft Celano wurde an Peretti verkauft, einem Mitglied der Familie von Papst Sixtus V.[16] 1600 erhielt ihr Mann Alessandro von Papst Clemens VII. zusammen mit dem neuen Vizekönig Graf von Lemos eine Abjuration, die seine Freiheit wiederherstellte, mit der Verpflichtung, ein militärisches Leben zu führen. Er wurde in den Dienst der Republik Venedig gestellt, der viele Jahre andauerte[32]. Constance erwirkte mit päpstlicher Befugnis die Aufhebung ihrer Ehe. Sie war gezwungen, das Elend einer gescheiterten Ehe öffentlich zu machen, offiziell unberührt aber voller Verrat, Ehebruch und Demütigung. Sie schaffte es, sich unter harten Bedingungen von ihrem Mann zu befreien: Sie musste ihm das Herzogtum Amalfi geben und eine lebenslange Rente von 2400 Dukaten gewähren[30]. Im Jahr 1596 wurde sie Nonne des Ordens der Klarissen im Kloster Santa Maria della Sapienza. Als letzten Akt ihres weltlichen Lebens tätigte sie viele bemerkenswerte Spenden für fromme Werke in Neapel und Siena. Sie spendete an die Theatiner[33] den römischen Palast, der Pius III. gehörte, mit seiner wertvollen Innenausstattung. Der Orden baute nach dem Willen der Herzogin angrenzend an den Palast eine Kirche, die dem Heiligen Andreas, dem Schutzpatron von Amalfi, gewidmet ist und später Sant’Andrea della Valle genannt wurde[34]. Costanza starb 1610, ihr Ex-Mann Alessandro, letzter Marquese von Deliceto und letzter neapolitanischer Herzog von Amalfi 1617. Das Herzogtum wurde stark verarmt vom König von Spanien, Philipp III., dem Prinzen Ottavio Piccolomini aus der Linie der Herren von Sticciano geschenkt[35].

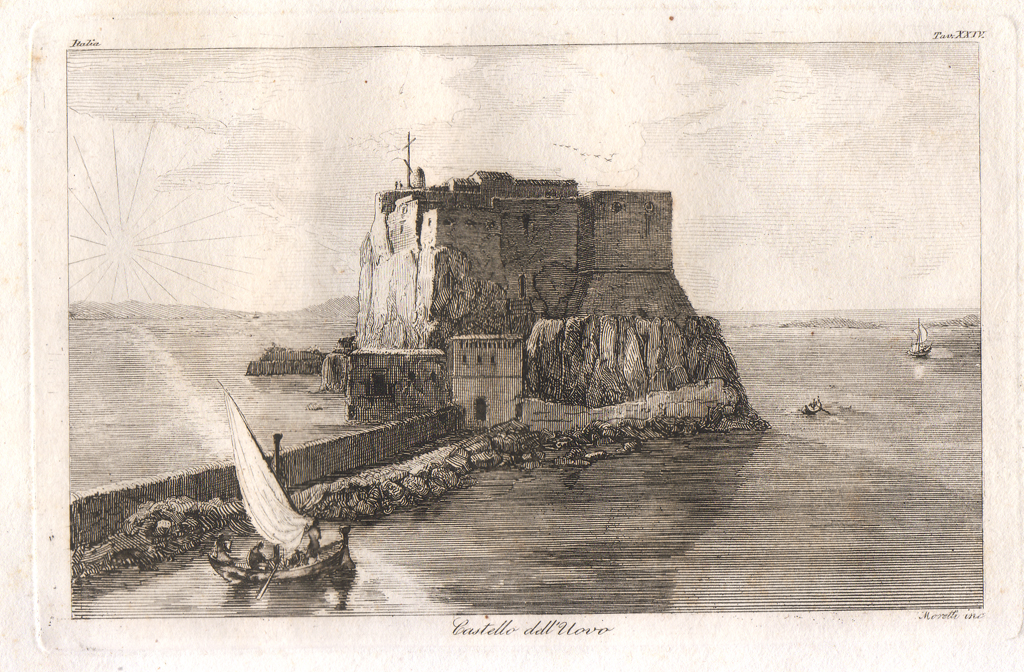
Castel dell’Ovo, Haftort von Alessandro Piccolomini - Letzter Marquese von Deliceto

### Prinzen von Valle, Nachod und Maida,Granden von Spanien,Herzöge von Laconia,Marchesi di Montesoro
Nach den Turbulenzen, mit denen die beiden Hauptzweige der Familie, nämlich der Herzöge von Amalfi und der Markgrafen von Deliceto, mit Costanza und Alessandro endeten, setzten die Piccolomini von Aragon ihren Verbleib im Königreich Neapel mit der Linie von Giovanni, Bruder des im vorherigen Abschnitt erwähnten Iñigo, fort. Sie hatten den Titel und das Lehen des Baron Scafati, die Herrschaft Boscoreale sowie die riesigen Besitztümer der Herzogin Costanza, die jedoch teilweise von Alfonso, dem Sohn von Giovanni, verkauft wurden. Die Familie spielte weiterhin eine führende Rolle in der neapolitanischen Aristokratie und setzte eine Politik der Eheverträge fort, die sie mit den wichtigsten Familien des Königreichs wie den Caracciolo, den Carafa, den Pignatelli, den d’Avalos d’Aquino d’Aragona, den Ruffo di Calabria und anderen vereinte.

#### Hauptpersonen
- Giovanni, Sohn von Alfons II., heiratete Gerolama Loffredo, einen der berühmtesten Namen der damaligen Zeit. Er hatte mehrere Kinder, darunter Pompeo und Alfonso.
- Pompeo ( ca. 1520 – † 1562). Bischof von Lanciano und dann von Tropea. Er starb in Spanien.

Die Linie wurde mit einem weiteren Alfonso fortgesetzt, der die Bedeutung und die Präsenz der Familie erneuerte.

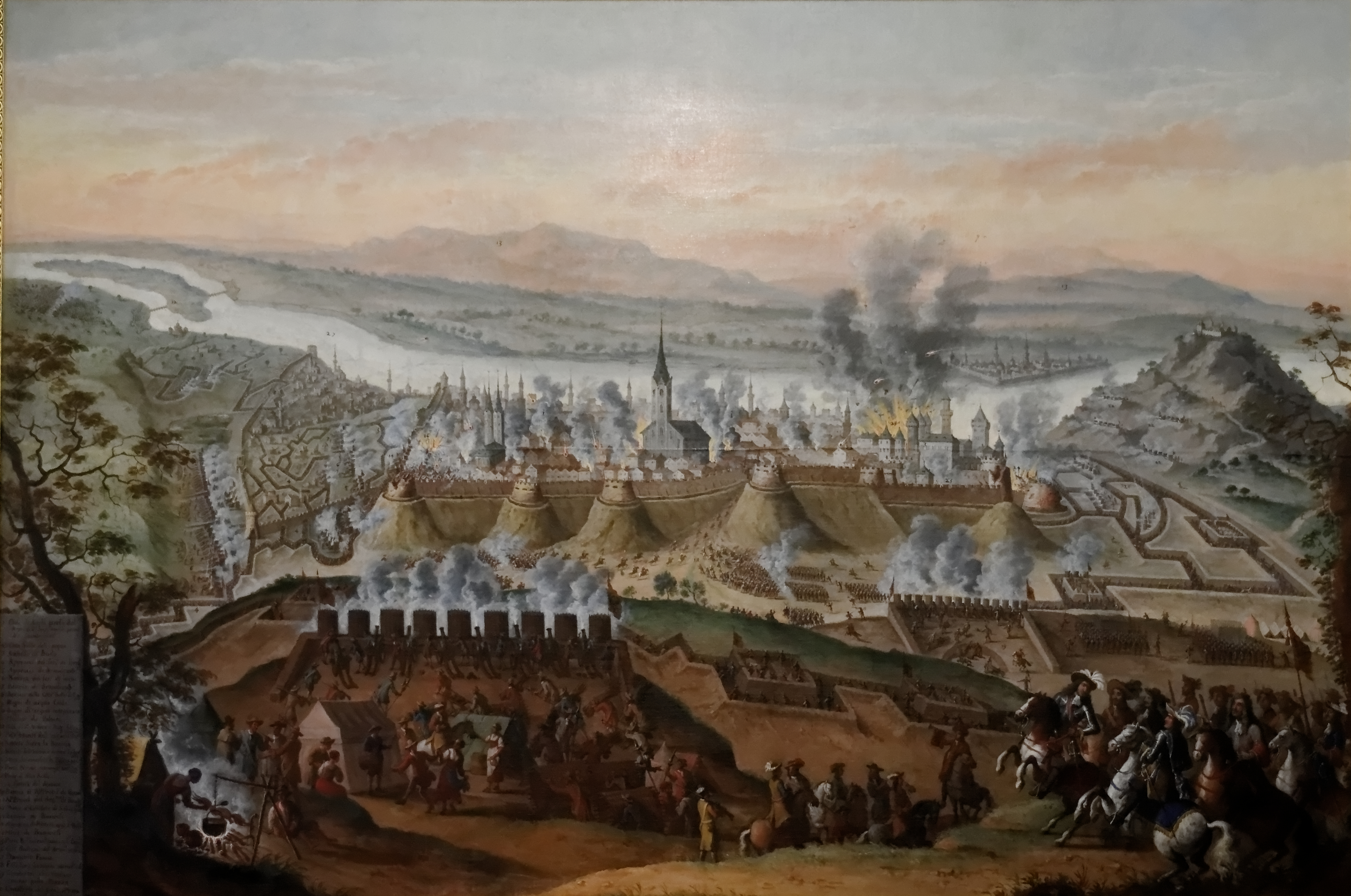
Die Belagerung von Buda, wo Francesco Piccolomini von Aragon starb

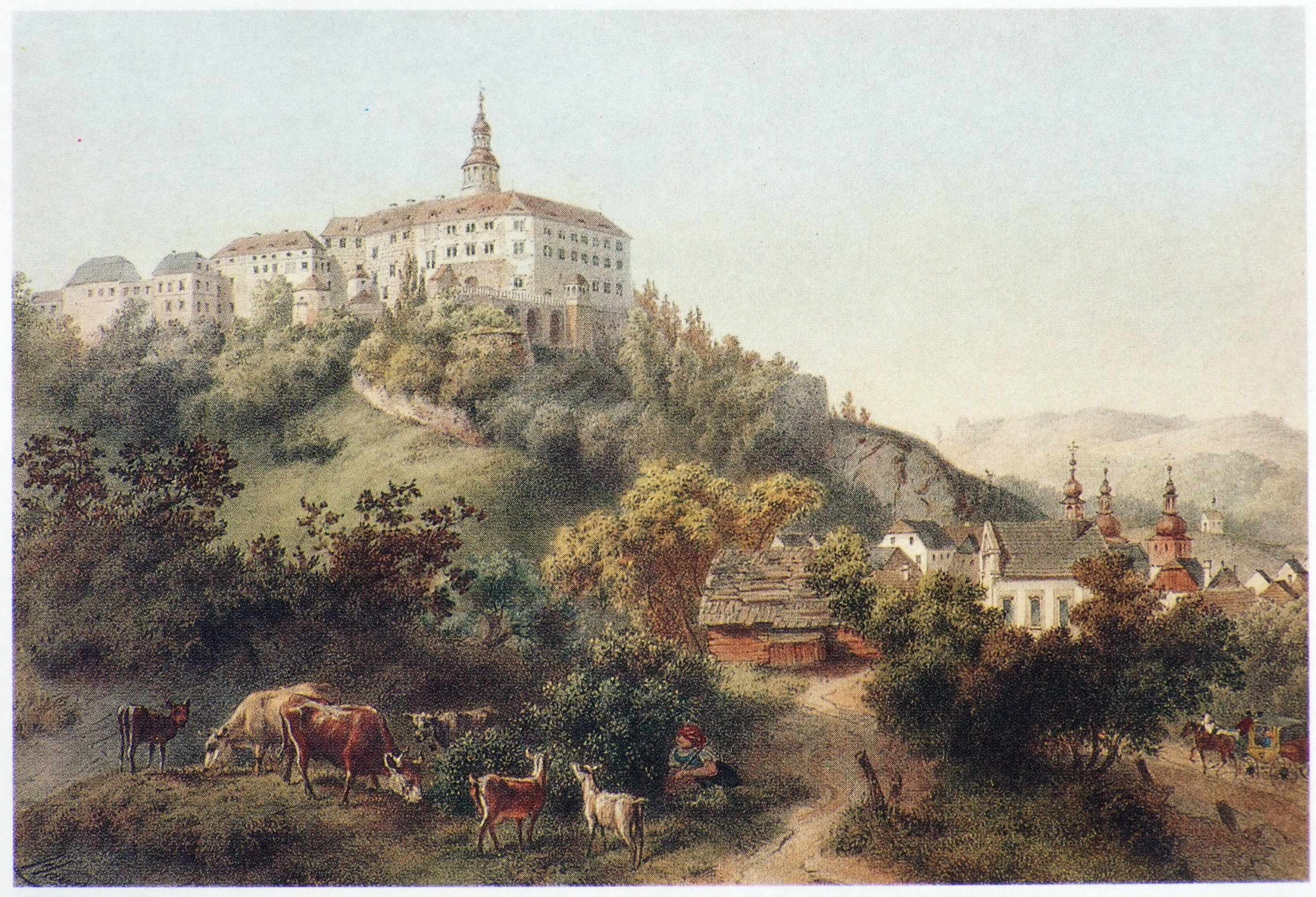
Schloss Nachod - Residenz des Pompeo Piccolomini von Aragon

- Alfonso ( ca. 1630 – † 1694). Er erhielt von Philipp III., König von Spanien und Neapel, den Titel des Prinzen (des Casale) von Valle, eine große Herrschaft, die sich von den Hängen des Vesuvs auf das Gebiet von Pompeji erstreckte. Er heiratete Eleonora Loffredo, die den Piccolomini das Fürstentum Maida, ein Lehen in Kalabrien, das Marquisat von Montesoro, ein Lehen in Sizilien, und das Herzogtum Lakonien ins Hause brachte. Er war im Wesentlichen für die Verwaltung seines Vermögens verantwortlich und stellte das verlorene wirtschaftliche Gleichgewicht wieder her.
- Ambrogio Maria (1625 – † ca. 1682). Der Bruder des früheren Alfonsos war ein olivetanischer Mönch und wurde Bischof von Trivento. Später wurde er zum Erzbischof von Otranto ernannt.
- Francesco (1654 – † 1686 Budapest - Ungarn).  Alfonsos ältester Sohn war kaiserlicher General von Leopold I. von Habsburg. Er nahm an mehreren Schlachten gegen die Türken teil: von der Belagerung von Plowdiw bis zur Verteidigung Wiens. Er starb im Kampf, bei der Belagerung von Budapest[16].
- Giuseppe (ca. 1656 – † 1733). Alfonsos zweiter Sohn heiratete Anna Colonna. Gut eingeführt am vizeköniglichen Hof von Neapel, wurde er bald Teil der spanischen Monarchie. Er war Militärexperte und wurde Mestre de camp des spanischen Königs, des Kommandanten des Tercio von Neapel. Seine unbestreitbaren Fähigkeiten und der in militärischen Feldzügen unter Beweis gestellte Wert brachten ihm zahlreiche Auszeichnungen ein; Philipp V. machte die Familie 1711 mit den Granden von Spanien bekannt[16].
- Pompeo (1694 – † 1765 Náchod - Böhmen). Giuseppes Sohn war nach dem Aussterben der Herren von Sticciano Verwalter[16] eines riesigen Erbes, das über Jahrhunderte angesammelt und vom großen Ottavio Piccolomini erweitert wurde. Zu seinen zahlreichen Titeln und Lehen bekam er den toskanischen Besitz der Piccolomini, die als Papesse bekannt sind. Er wurde Reichsfürst und erbte die angesehene Herrschaft des Fürstentums Náchod mit seinem majestätischen Palazzo, der eher einem Palast als einer Privatresidenz gleicht. Er verließ Neapel für immer und zog sich nach Böhmen zurück, wo er starb. Mit seinem Sohn Giuseppe starb diese große neapolitanische Familie aus, und alle Titel und Herrschaften gingen an die Linie der Piccolomini Salamoneschi über, die von da an (1807) ihre Rechte und den Nachnamen übernahmen[16].

Auf diese Weise endete die von Antonio begonnene neapolitanische Dynastie der Piccolomini d’Aragona. Und damit endete auch die Familie der Piccolomini Todeschini.
In der Region Kampanien ist das Geschlecht, dank einiger leiblicher Kinder in der Linie von Antonio immer noch präsent. Unter diesen dürfen wir Antonio und Vittoria, die Cousins der Barone von Scafati und der Prinzen von Valle, die sich verheiratet haben und parallel dazu den Familiennamen Piccolomini d’Aragona behalten haben, nicht vergessen. Ihre Nachkommen, obwohl nach den traditionellen heraldischen Tafeln nicht anerkannt, bleiben jedoch das einzige historische und kulturelle Zeugnis an diesen berühmten Zweig der Familie.

## Ahnentafeln

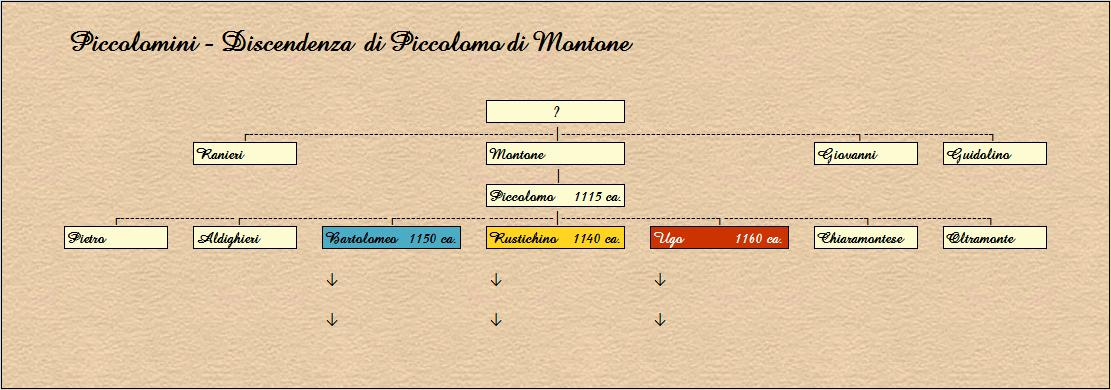
Herkunft der Piccolomini di Montone
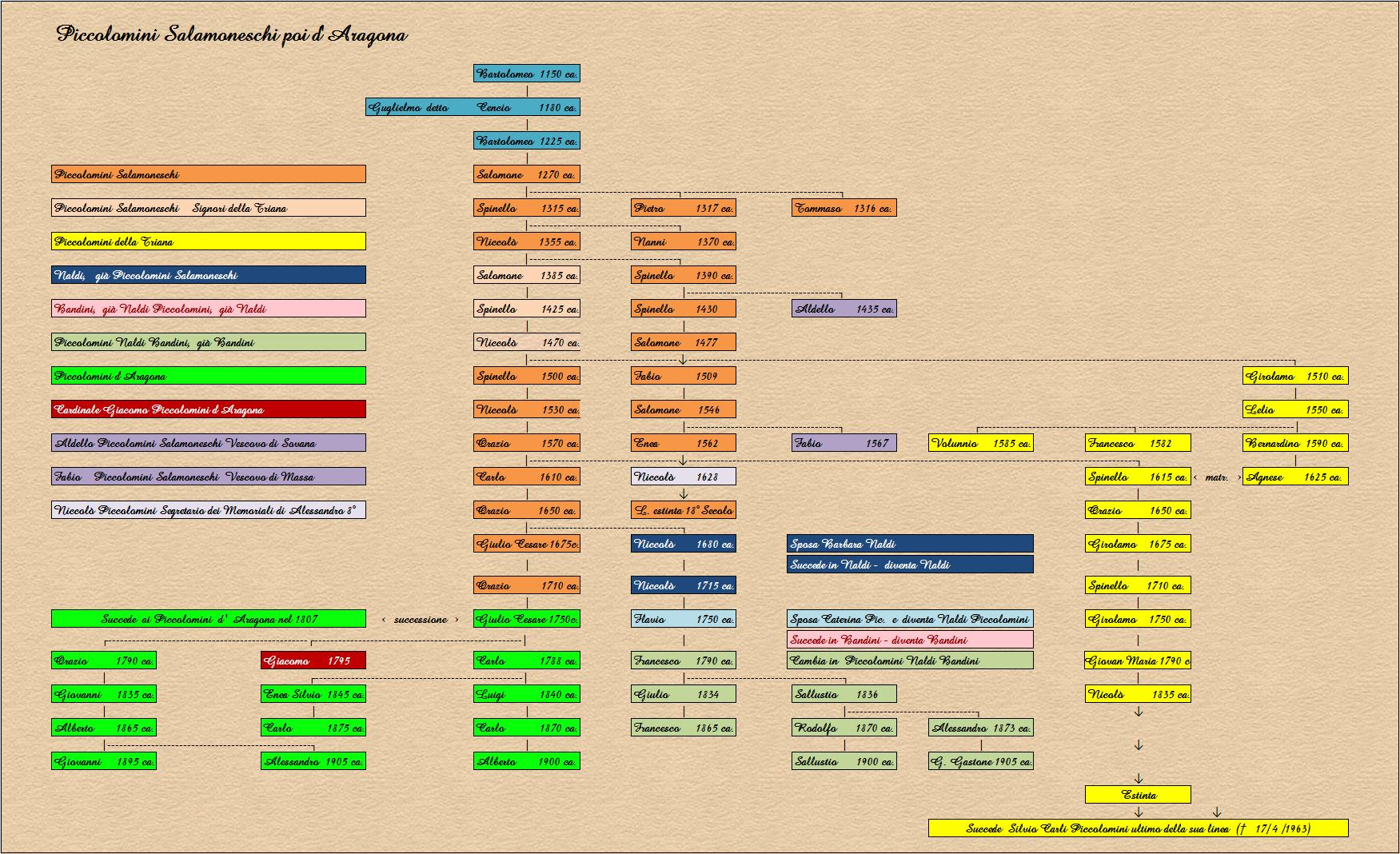
Zweig der Piccolomini Salamoneschi
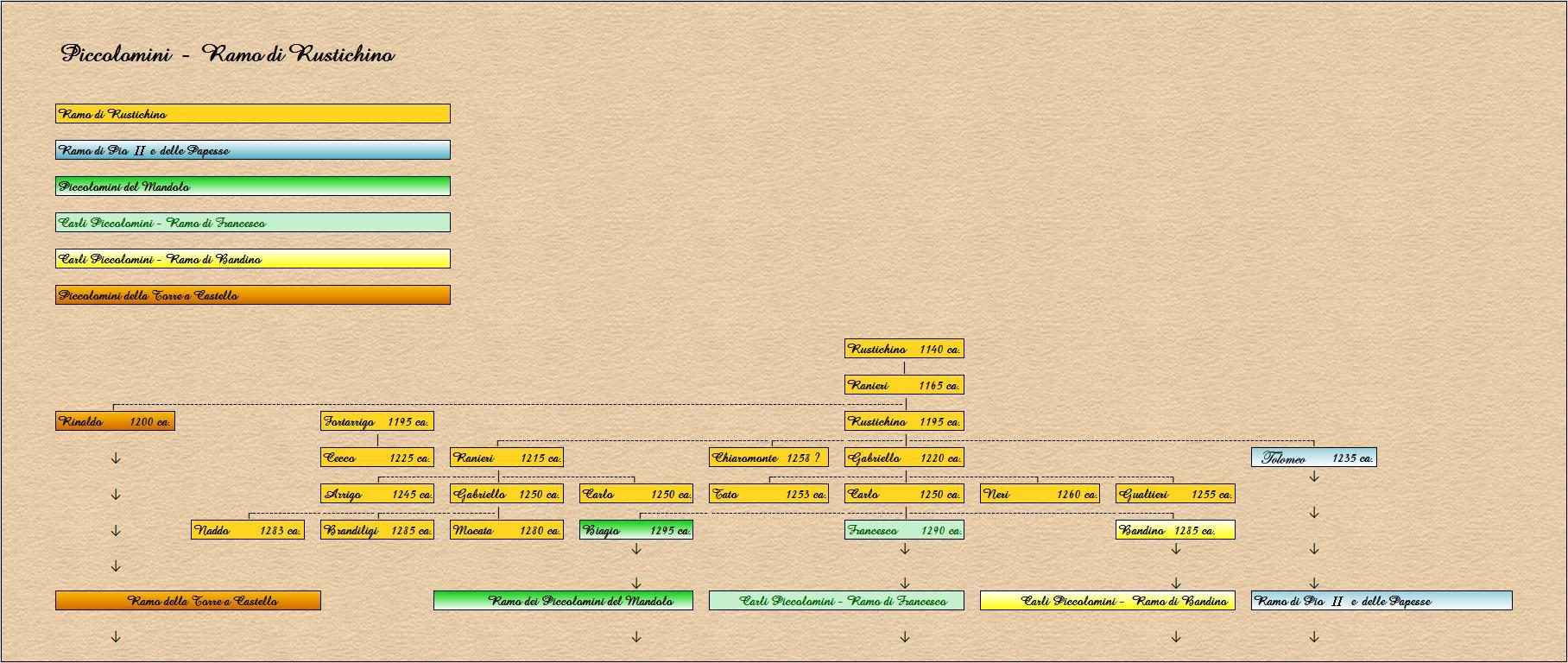
Herkunft der Rustichino
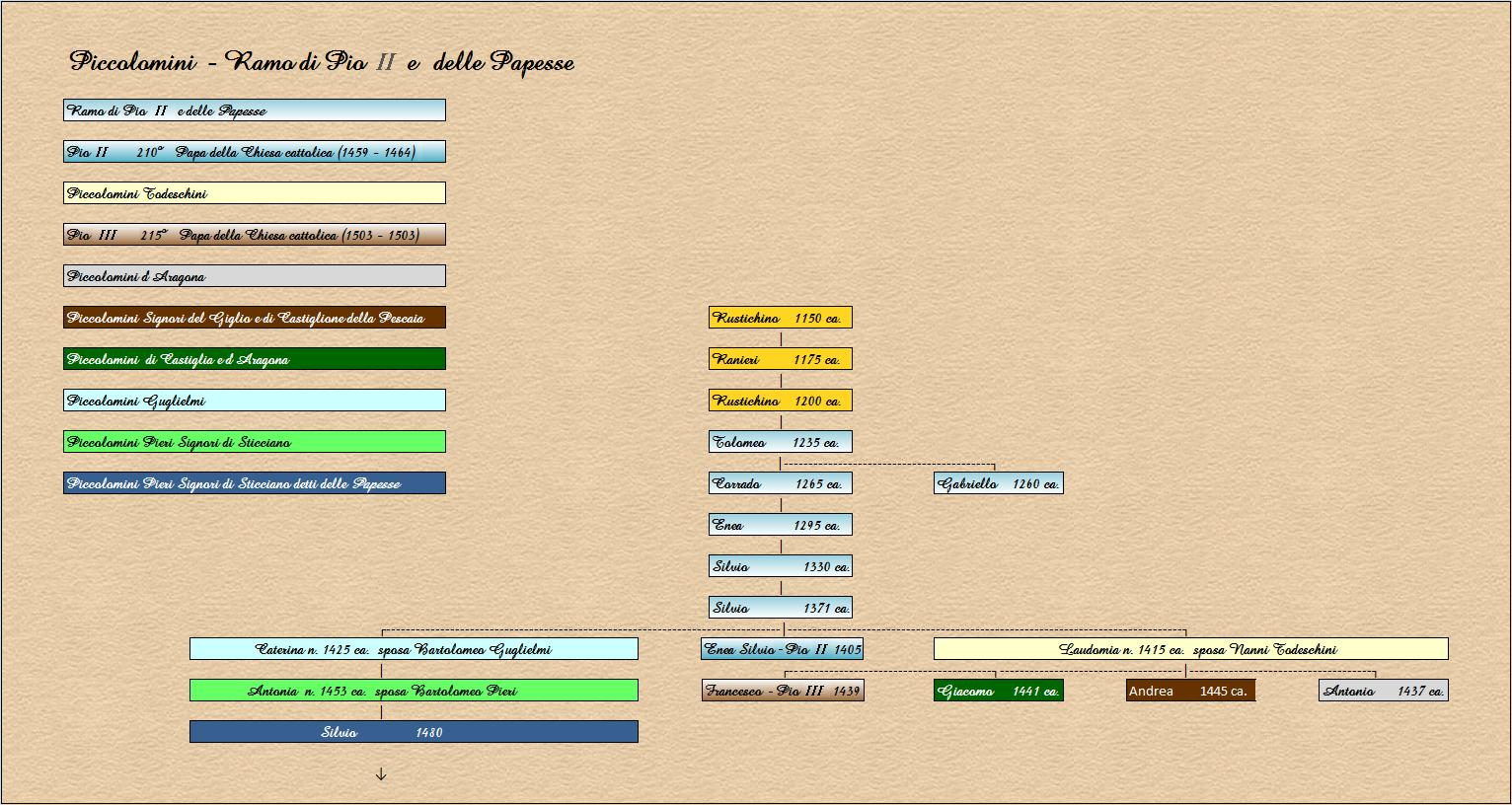
Zweig von Pio II und der Papesse
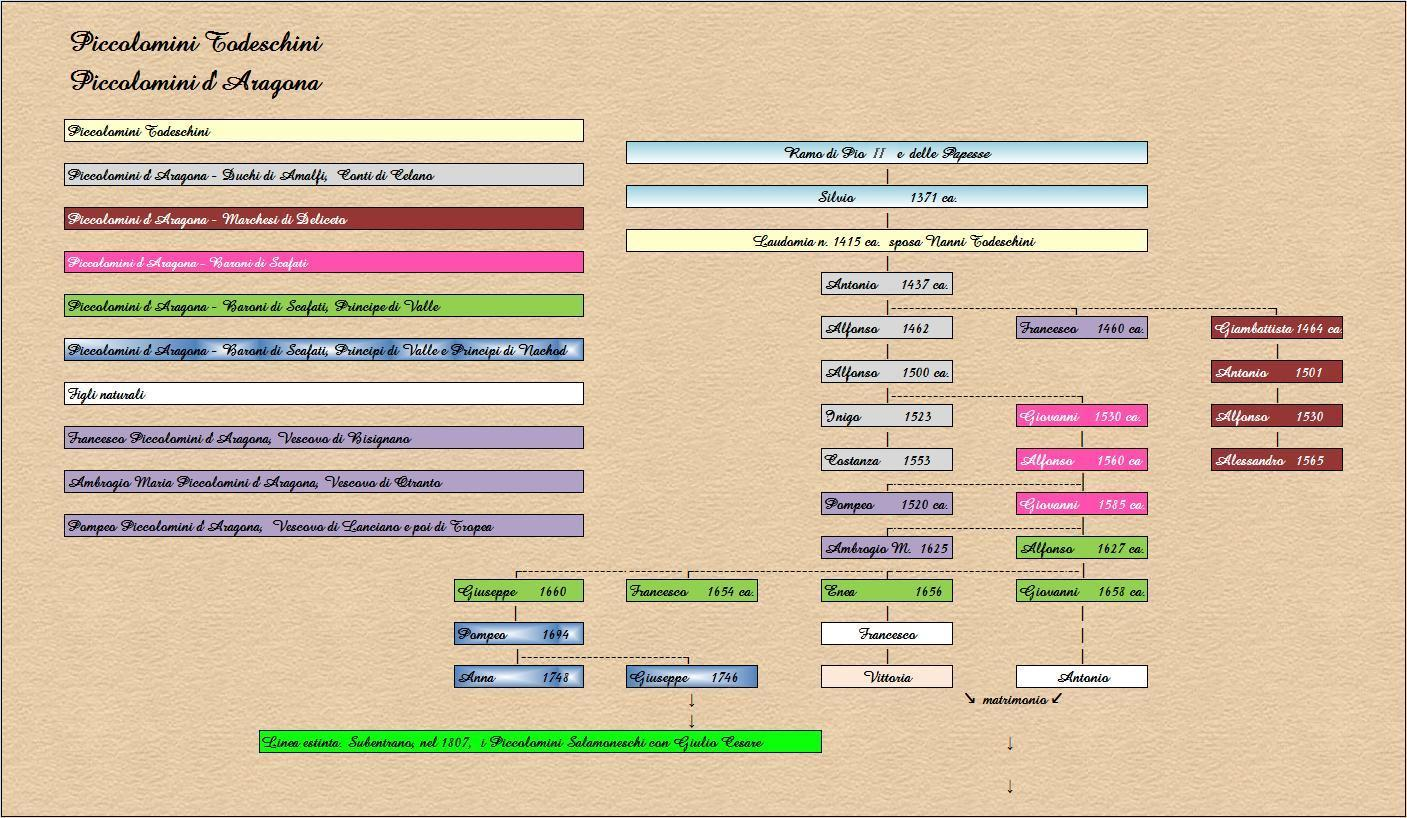
Zweig von Piccolomini (Todeschini) d'Aragona
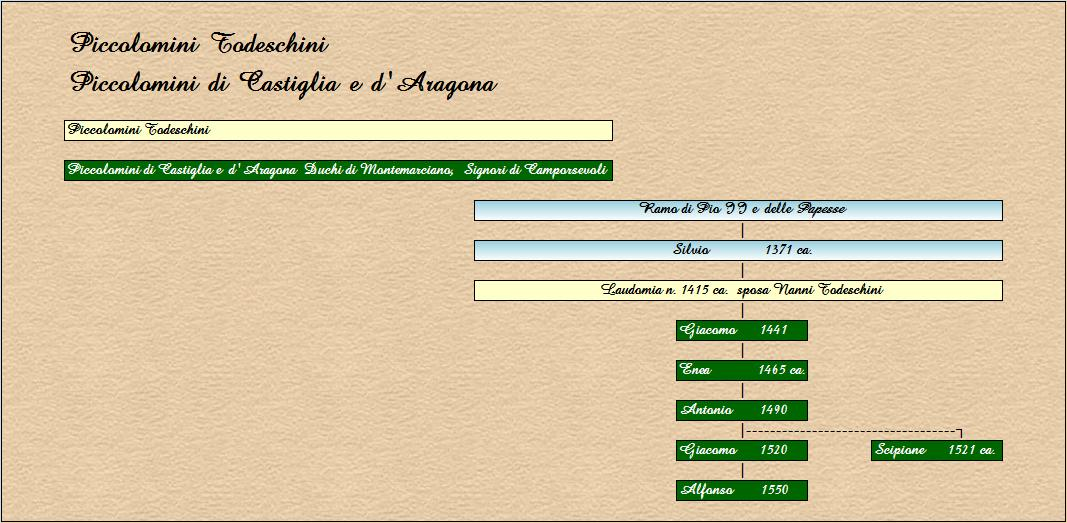
Zweig von Piccolomini (Todeschini) di Castiglia e d'Aragona
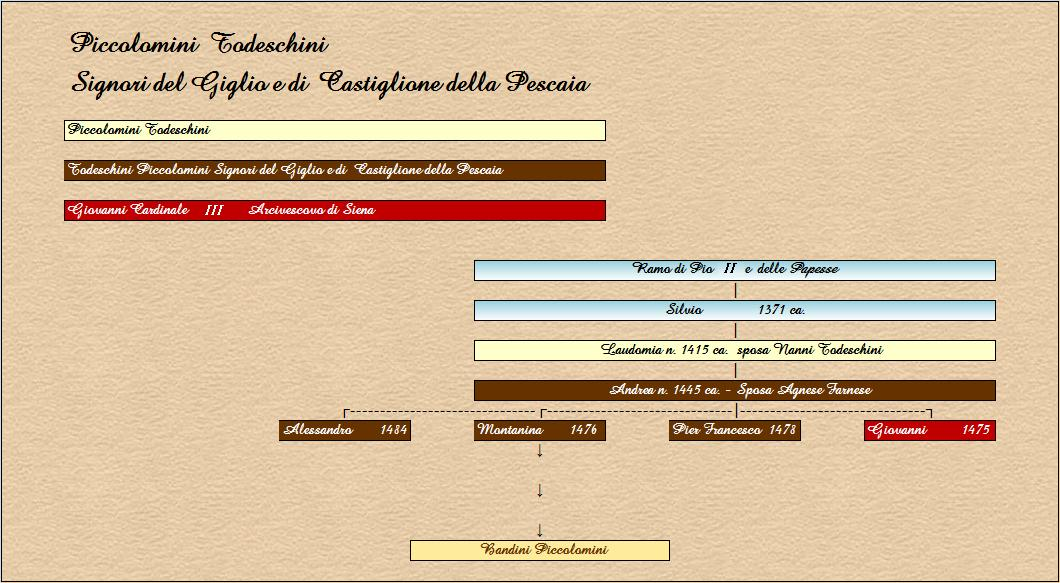
Zweig von Piccolomini Todeschini - Signori del Giglio e di Castiglione della Pescaia
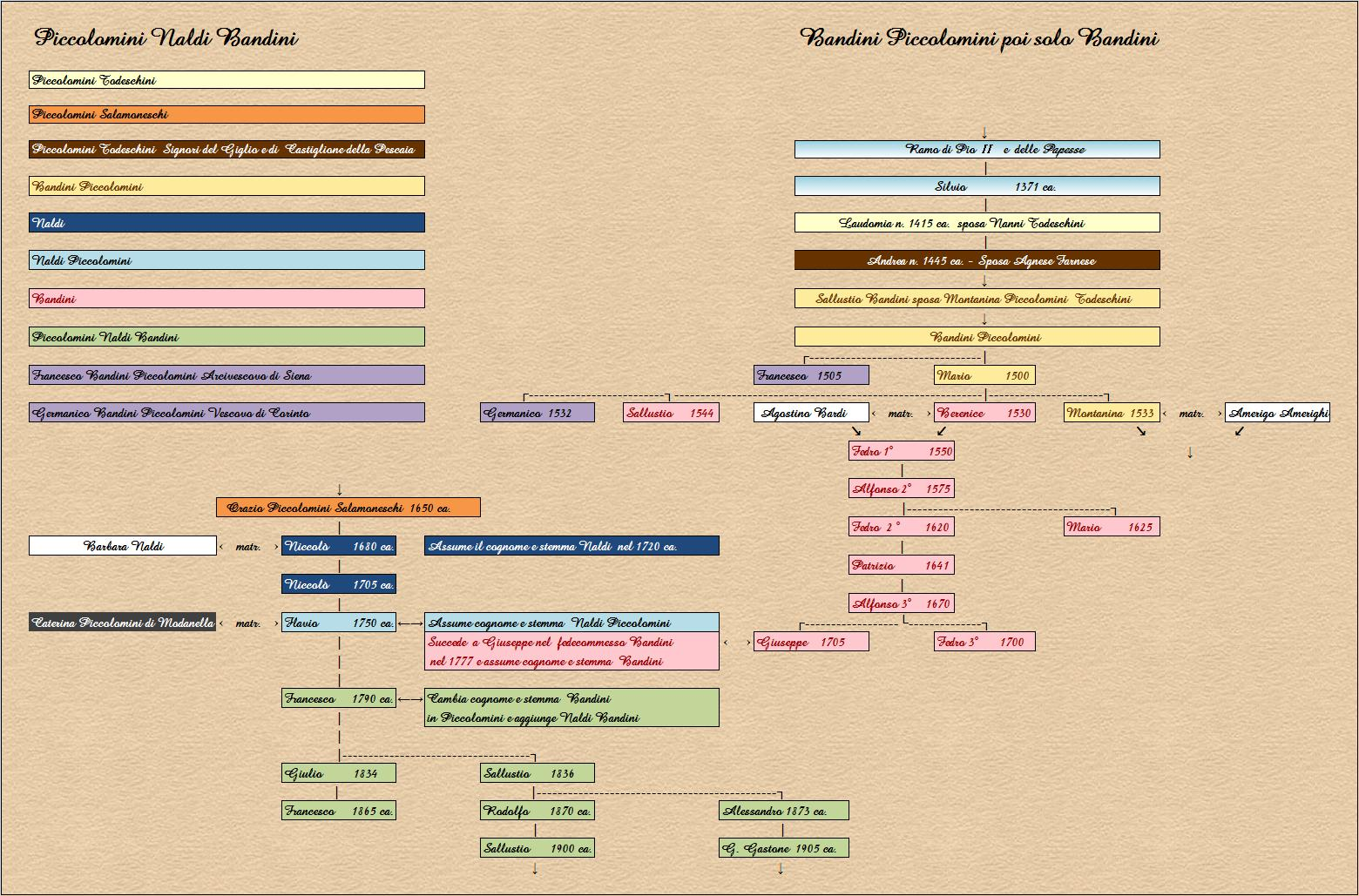
Zweig der Bandini Piccolomini und der Piccolomini Naldi Bandini
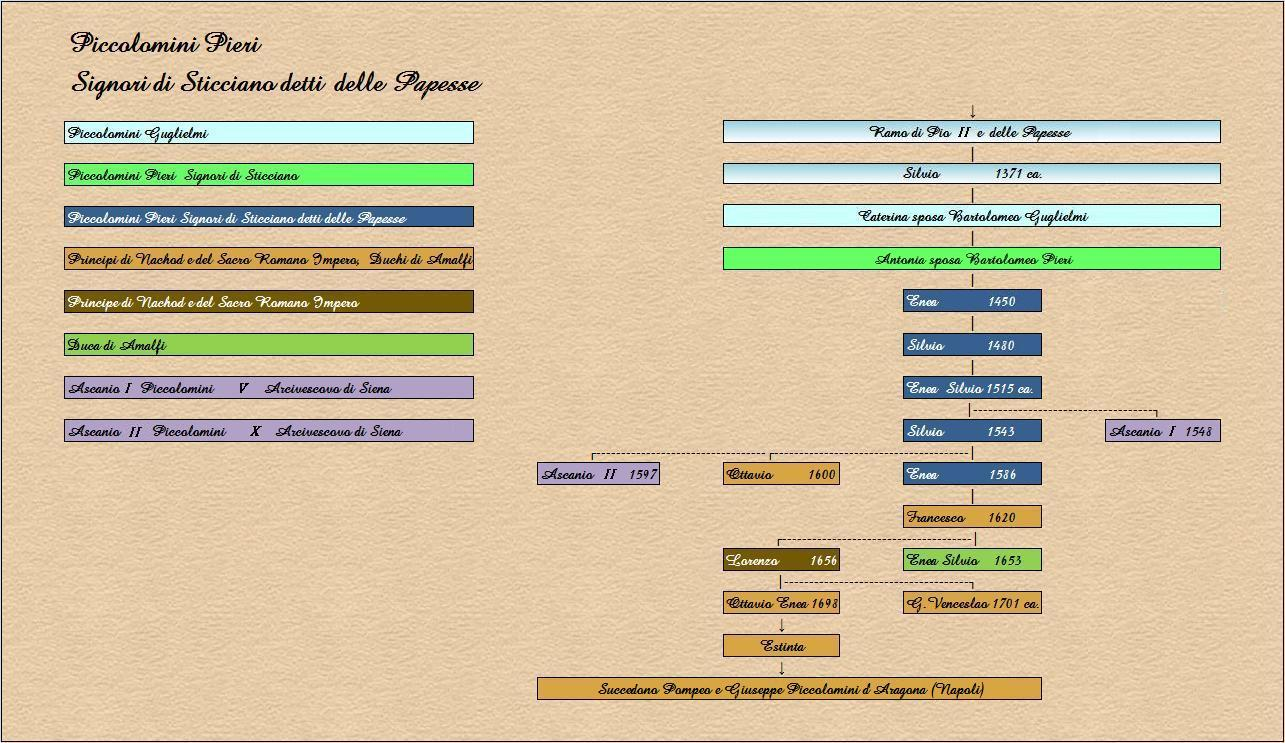
Zweig der Piccolomini Pieri Signori di Sticciano detti delle Papesse